# Patronit
Patrónit är ett svart vanadinhaltigt mineral ur vilket grundämnet vanadin kan utvinnas.

## Egenskaper
Patrónit är ett vanadinsulfidmineral med formel VS4. Materialet brukar beskrivas som en polysulfid, V4+(S22-) 2. Strukturellt är det en "linjärkedjig" förening med omväxlande bindning och icke-bindande kontakter mellan vanadincentra. Vanadinet är okta-samordnat, vilket är en ovanlig geometri för denna metall.

## Förekomst
Mineralet beskrevs första gången 1906 i en vanadingruva i närheten av Minasragra, (i departementet Junín fram till 1944-11-27, därefter provinsen Pasco), Huayllay distrikt, Cerro de Pasco, Peru. Det namngavs efter den peruanske metallurgen Antenor Rizo-Patron (1866-1948), upptäckare av fyndigheten. Vid typlokaliteten i Peru förekommer det i sprickor i en röd skiffer troligen härrörande från en bitumenförekomst. Gruvan Minasragra stängdes 1955. Associerade mineral inkluderar, svavel, bravoit en nickelhaltig varietet av pyrit, pyrit, minasragrit, stanleyit, dwornikit, kvarts och vanadinbärande lignit.
Patrónit har också rapporterats från Yushkiniteravinen vid mellersta Silova-Yakha-floden inom Paikhoiområde i norra Uralregionen i Ryssland och från Tsumeb-gruvan i Namibia.

## Användning
Patrónit är råvara för utvinning av metallen vanadin.